# اچ‌ام‌ای‌اس نستور (جی۰۲)
اچ‌ام‌ای‌اس نستور (جی۰۲) (به انگلیسی: HMAS Nestor (G02)) یک کشتی بود که طول آن ۳۵۶ فوت ۶ اینچ (۱۰۸٫۶۶ متر) بود. این کشتی در سال ۱۹۴۰ ساخته شد.